# عبدالوهاب اقبال
عبدالوهاب اقبال (۱۲۸۵ ترشیز (کاشمر کنونی) - ۱۳۵۷) از مالکان خراسان، استاندار کرمان، نماینده حوزه انتخابیه کاشمر در مجلس شورای ملی و نایب‌التولیه حرم فاطمه معصومه در قم بود.

## خانواده و تحصیلات
فرزند میرزا ابوتراب‌خان مقبل‌السلطنه خراسانی بود و همچون پدر به ملک‌داری و اجاره‌داری مشغول بود. مدت کوتاهی شهردار مشهد شد.

## فعالیتهای سیاسی و اداری
در انتخابات دوره شانزدهم مجلس شورای ملی که در حوزه انتخابیه کاشمر از ۲۴ شهریور تا ۱۷ مهر ۱۳۲۸ در زمانی که برادرش منوچهر اقبال وزیر کشور بود، برگزار شد، با کسب ۹۶۳۹ رأی از مجموع کل دوازده هزار رأی که به صندوق‌ها ریخته شد به نمایندگی انتخاب شد. در دوره قبل برادر بزرگترش علی خان اقبال‌السلطان نماینده کاشمر بود.
اقبال در دوره بعد نیز نماینده کاشمر بود. این دوره با نخست‌وزیری محمد مصدق همزمان شد که اقبال را پیش از پایان دوره نمایندگی‌اش استاندار کرمان کرد. اقبال سپس نایب‌التولیه حرم حضرت معصومه در قم و امیرالحاج (سرپرست حجاج ایرانی از جانب دولت) شد. در سال ۱۳۳۱ بار دیگر به نمایندگی کاشمر به مجلس رفت (دوره هفدهم)